# Kunhegyesi Ferenc
Kunhegyesi Ferenc (beceneve: Feró; Kiskőrös, 1970. július 18. −) magyarországi cigány táncos, grafikus és festő.

## Életútja, munkássága
Kunhegyesi Ferenc 14 éves korában kezdte táncos pályafutását, ettől kezdve 15 éven keresztül kortárs és modern tánccal foglalkozott, aktív táncosi pályafutása alatt szinte az egész világot bejárta. 30 éves kora körül a táncolást abbahagyva visszatért régi ábrándjainak birodalmába, a rajzoláshoz. Budapesten az újságírás tanulása közben fogadta tanítványává Szentandrássy István, aki tanította rajzolni és festeni. Ettől kezdve Kunhegyesi elkötelezte magát a grafika és a festés mellett, közben még vezette a Rádió C cigány nyelvű műsorát, majd Kiskőrösön barátaival létrehozta az Aroma Rádiót, jelenleg is Kiskőrösön él és alkot. 
Intézményekben művészetterápiás foglalkozásokat vezet, gyermekcsoportok mentora és integrációs előadásokat tart. Alkalmanként dokumentumfilmeket is rendez. Sokoldalú tehetség, 2002 óta elsősorban a grafikának és a festésnek szenteli idejét, és rendszeresen csoportos tárlatokon mutatja be alkotásait, erőssége a figurális ábrázolás. A 2009-es Cigány festészet című reprezentatív albumban megjelentették életrajzát és 8 grafikájának, festményének reprodukcióját.

## A Cigány festészet című albumba beválogatott képei
- Fürdőző úrnő (ceruza, papír, 36x47 cm, 2004)
- Phuro papo (ceruza, papír, 50x60 cm, 2004)
- A hegedű szelleme (ceruza, papír, 39x55 cm, 2004)
- Önarckép (pasztell, papír, 30x40 cm, 2004)
- Tavasz (olaj, farost, 50x60 cm, 2009)
- G. Zámbó portréja (ceruza, papír, 36x47 cm, 2009)
- Don Váradi (vegyes technika, farost, 50x50 cm, 2009)
- O Romesko Barbalipe (=A cigány gazdagsága) (ceruza, papír, 36x47 cm, 2004)[2]

## Köztéri alkotásai

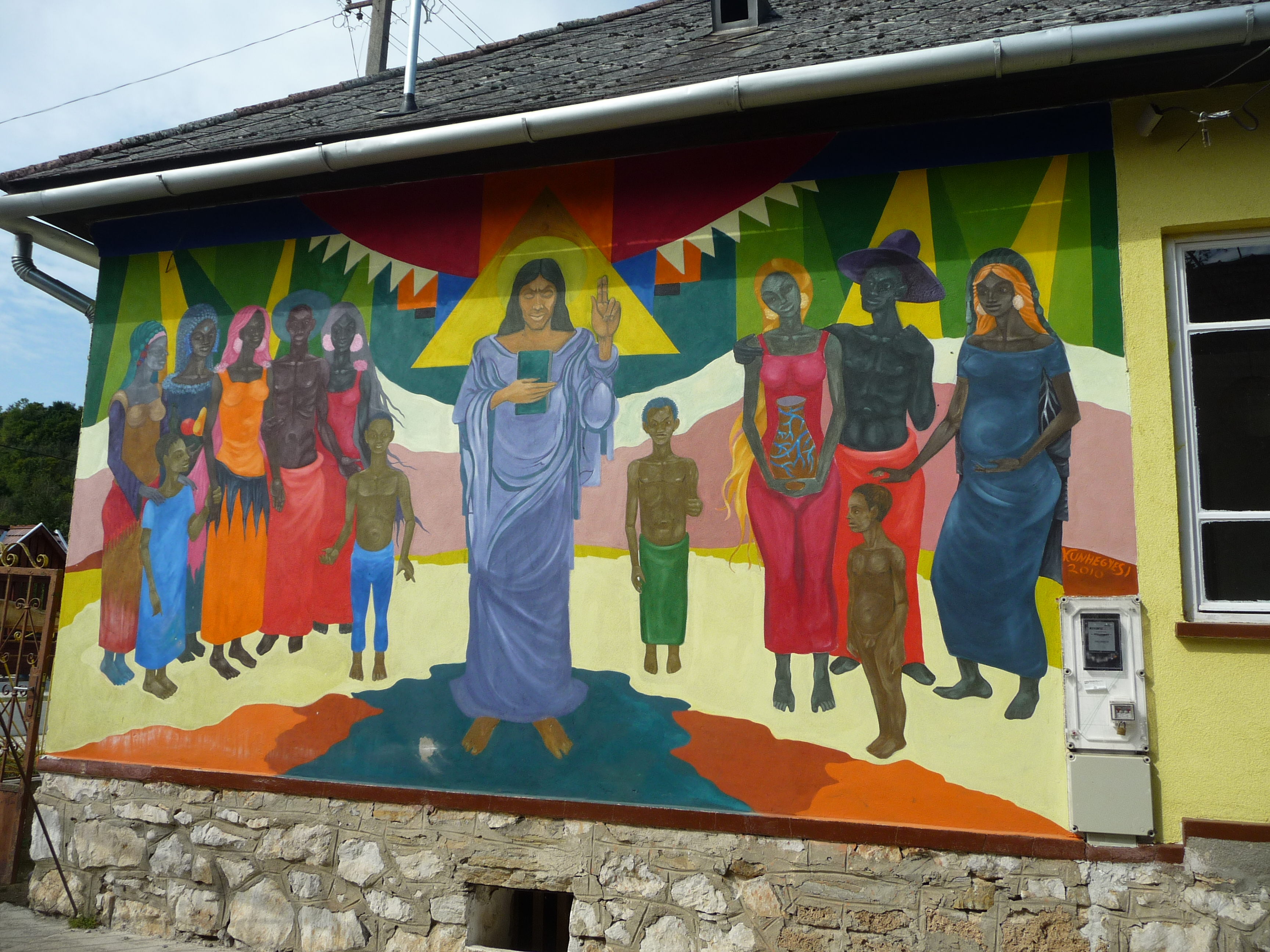
A tanító (2011)

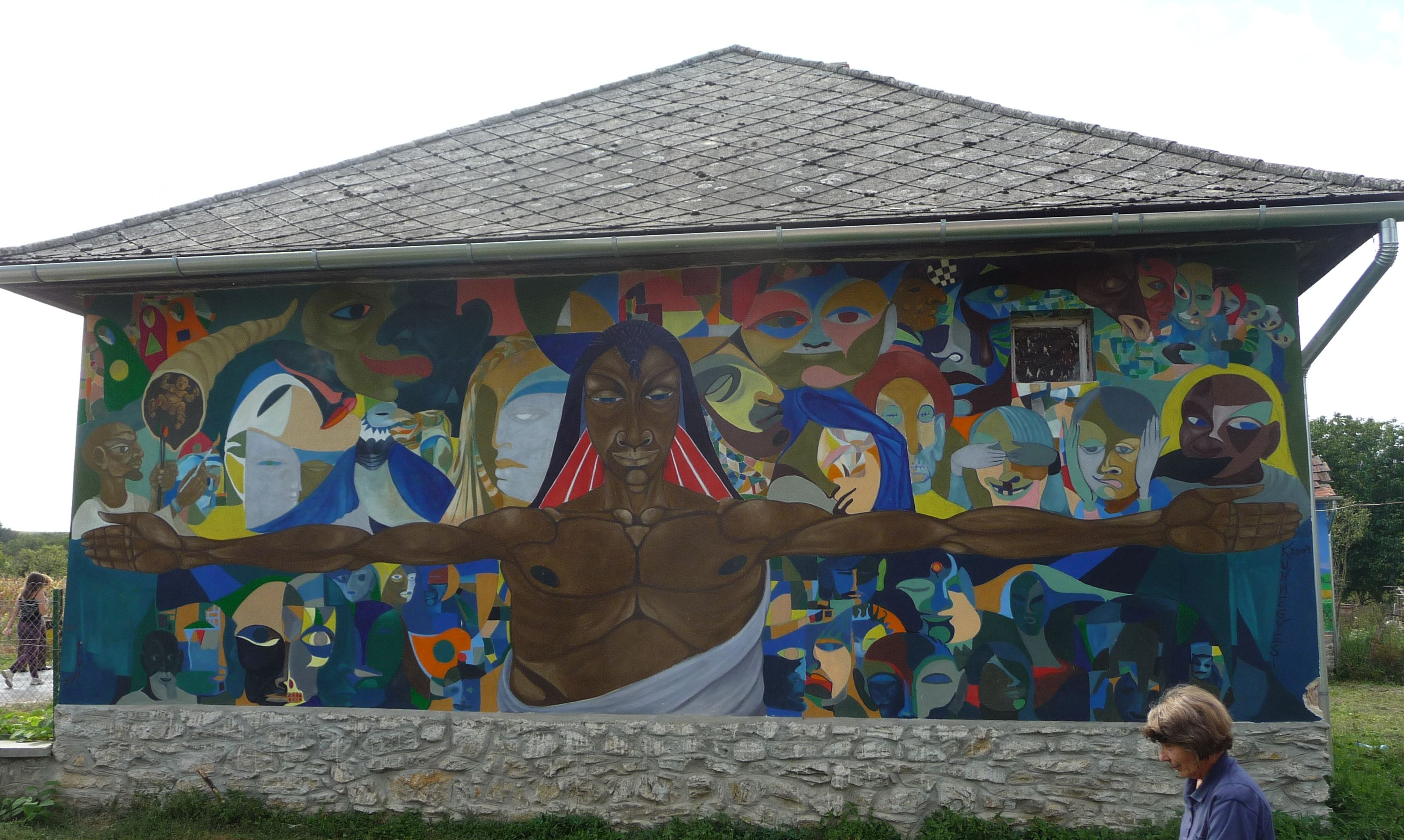
Bódvalenke balladája (2011)

Köztéri alkotásai Bódvalenkén, az ún. freskófaluban láthatók, köztük Ballada Bódvalenkéről és  A tanító című alkotásai.

## Kiállításai (válogatás)

### Egyéni
- 2005 • Romani paramicsa, Balázs János Galéria, Budapest
- 2011 • Kék madár c. tárlat, Kalocsai Színház előcsarnoka, Kalocsa[3]

### Csoportos
- 2003 • Mester és tanítványok, Kossuth Klub, Budapest
- 2006 • Kiskőrösi Művelődési Központ, Kiskőrös
- 2006-2007 • Lumáko szuma (=Álomvilág) : roma képzőművészeti kiállítás,[4] Karinthy Szalon, Budapest
- 2007 • Gödör Klub, Budapest • A38 hajó, Budapest
- 2008 • Rácz Aladár Közösségi Ház, Pécs • Karinthy Szalon, Budapest
- 2009 • Petőfi Emlékmúzeum, Kiskőrös • Nemzetek Háza, Baja.
- 2010 • PATRIN – ÜZENET : Csányi János, Ferkovics József, Kunhegyesi Ferenc, Radó László kiállítása, Rét Galéria, Gazdagréti Közösségi Ház, Budapest

## Díjak, elismerések
- Kiskőrös város kultúrájáért díj (2000)
- Országos Cigány Önkormányzat (OCÖ) Képzőművészetért díj (2006)
- Közép-Európai Kisebbségi Filmfesztivál különdíja (2009, Ének a cigánylétről c. kisfilmért)